# 叻币
叻嶼呷國庫銀票（英語：Straits Dollar），俗稱叻幣，又作海峽殖民地元，是英國殖民政府在1898年至1939年間在海峽殖民地發行的流通貨幣。同時，此貨幣亦在馬來聯邦、馬來屬邦、砂拉越、北婆羅洲等英殖民地間流通。
1939年英國殖民政府改用馬來亞元代替叻幣，但華人民間仍沿用叻幣。直至1953年馬來亞元才完全代替叻幣。

## 歷史
19世紀初葉，東南亞流通的貨幣是西班牙殖民政府在菲律賓發行的貨幣佛洋。而佛洋畢竟是西班牙殖民政府發行的貨幣，因此早期在馬來亞馬來王朝間流通的貨幣只有吉蘭丹及丁加奴的「吉賓幣」（Keping）及檳城元（Penang dollar）。
1826年，英屬印度盧比成爲了海峽殖民地間唯一同行的官方貨幣，因早期為便於管理，海峽殖民地被劃爲當時英屬印度行政區劃的一部分。然而，印度盧比卻不適用于貿易，因其不是東亞間通用貨幣，所以佛洋便能繼續在東南亞流通。1844年，海峽殖民地當地的銅幣授權使用了100分便是1元的兌換系統，等同當時西班牙殖民政府發行的佛洋及墨西哥政府發行的鷹洋一樣的兌換系統。使用如此系統的叻幣在1847年6月1日的海峽殖民地首次發行。1867年，海峽殖民地從印度劃分出來，而叻幣成爲事實上流通的貨幣。
1899年始，英國殖民政府委派新的造幣委員會鑄造新幣，同時也禁止了私人銀行發行的紙幣。該幣在剛發行的八年内連續貶值，在1906年，1元叻幣等同英國兩個先令和四個英鎊便士。後來的1939年，叻幣被馬來亞元按面值取代。

## 硬幣
1845年特許公司政府海峽殖民地發行的第一版貨幣是1⁄4、1⁄2及1分銅幣，最早期是皇家鑄幣廠的首席雕刻師威廉·懷昂（William Wyon）設計，並在加爾各答鑄幣厰鑄造，後于1858年也在馬德拉斯鑄幣厰（Madras Mint）鑄造。
1858年後，海峽殖民地管理權從東印度公司交予聯合王國政府，不過海峽殖民地還是由英屬印度政府管轄。1862年，加爾各答鑄幣厰鑄造了第二版與第一版有相同面值的硬幣，而硬幣上有著「India-Straits」的字樣。
1871年英國政府為海峽殖民地鑄造了新版硬幣，分別有面值5分、10分、20分的。次年又發行1⁄4、1⁄2、1分的銅幣。1886年發行50分銅幣。1903年改爲發行銀幣。

1904年8月24日在石叻埠（新加坡）發行的海峽殖民地官方公報的第3頁，一下為當時時任海峽殖民地總督的安德遜爵士（Sir John Anderson）的公告：
From 31 August 1904, British, Mexican and Hong Kong Dollars would cease to be legal tender and would be replaced by the newly introduced Straits Settlements Dollar.
自1904年8月31日起，英鎊、鷹洋及港元不再是當地的法定貨幣，取而代之的則是新的叻幣

## 紙幣
馬來亞貨幣委員會（The Board of Commissioners of Currency, Malaya）于1898年發行5元及10元紙幣，1906年發行1元紙幣，1917年至1920年間緊急發行了10分及25分。1930年發行了1000元紙幣，1930年代戰前發行了1、5及10元紙幣。